# Ермерсхаузен
Ермерсхаузен (њем. Ermershausen) општина је у њемачкој савезној држави Баварска. Једно је од 26 општинских средишта округа Хасберге. Према процјени из 2010. у општини је живјело 626 становника. Посједује регионалну шифру (AGS) 9674223.

## Географски и демографски подаци
Ермерсхаузен се налази у савезној држави Баварска у округу Хасберге. Општина се налази на надморској висини од 339 метара. Површина општине износи 9,2 km². У самом мјесту је, према процјени из 2010. године, живјело 626 становника. Просјечна густина становништва износи 68 становника/km².